# Fressancourt
Fressancourt är en kommun i departementet Aisne i regionen Hauts-de-France i norra Frankrike. Kommunen ligger  i kantonen La Fère som ligger i arrondissementet Laon. År 2022 hade Fressancourt 171 invånare.

## Befolkningsutveckling
Antalet invånare i kommunen Fressancourt
Referens: INSEE